# Kunszentmárton
Kunszentmárton ist eine ungarische Stadt im gleichnamigen Kreis im Komitat Jász-Nagykun-Szolnok. Zur Stadt gehören die Ortsteile Istvánháza und Kungyalu.
Der Ort und die Umgebung sind bekannt für Thermalheilquellen, Wein- und Obstanbau.

## Geografie
Kunszentmárton erstreckt sich über eine Fläche von 143,65 km². Die Stadt liegt in der Region Észak-Alföld (Nördliche Große Tiefebene) 115 km südöstlich von Budapest entfernt. Die Körös (deutsch Kreisch) fließt von Nordosten nach Süden durch die Stadt.

## Geschichte
Kunszentmárton erhielt im Jahr 1807 die Stadtrechte.

## Bevölkerung
In der Stadt leben etwa 8500 Einwohner. 99 % der Bevölkerung sind ungarisch, während 1 % angibt, der Bevölkerungsgruppe Roma anzugehören.

## Städtepartnerschaften
- Jászapáti, Ungarn
- Sânmartin (Harghita), Rumänien
- Stryszawa, Polen
- Teterow, Deutschland
- Werbowez (Berehowe) (Вербовець), Tschornyj Potik (Berehowe) (Чорний Потік) Ukraine[4]

## Verkehr
Durch Kunszentmárton verlaufen die Hauptstraßen Nr. 44 und Nr. 45, am nördlichen Ortsrand die Autobahn M44. Es bestehen Eisenbahnverbindungen nach Szentes, Szolnok und Kiskunfélegyháza.

## Persönlichkeiten
- Szilveszter Harangozó (1929–2011), Offizier der Volksrepublik Ungarn